# Dieter Notz
Dieter Notz (* 18. September 1955 in Urach) ist ein ehemaliger deutscher Skilangläufer.

## Werdegang
Notz, der aus Dettingen an der Erms stammt, wurde über 50 Kilometer zwei Mal deutscher Meister (1978 und 1979). Bei den Olympischen Winterspielen 1980 ging er über 15 (36. Rang), 30 (22.) und 50 Kilometer (22.) an den Start. Außerdem war er Teil der 4-mal-10-Kilometer-Staffel, die mit Rang vier eine Medaille verpasste. Im gleichen Jahr wurde er über 15 km deutscher Meister.
Nach seiner Karriere blieb er dem Skilanglauf erhalten. Seit 1986 ist der Dettinger Landestrainer von Baden-Württemberg. 2017 wurde er als Trainer des Jahres vom Deutschen Skiverband ausgezeichnet.

## Persönliches
Sein Sohn Florian Notz ist ebenfalls Skilangläufer und wurde von Dieter Notz als Jugendlicher trainiert.